# Стена (фильм, 2012)
«Стена» (нем. Die Wand) — австрийско-немецкий фильм 2012 года, драма с элементами фантастики, современная робинзонада. Режиссёр фильма — Юлиан Пёльслер. Сценарий фильма создан на основе одноимённого романа австрийской писательницы Марлен Хаусхофер. В главной роли — немецкая актриса Мартина Гедек.
Фильм снимался в горах Дахштайн (нем. Dachsteingebirge), расположенных в австрийской части Альп. Съёмки проходили с февраля 2011 года по январь 2012 года в несколько периодов (этим объясняется большое количество операторов фильма).
Картина была выдвинута от Австрии в номинации на премию «Оскар» за лучший фильм на иностранном языке, церемония вручения которой назначена на 2 марта 2014 года, но не вошла в шорт-лист из девяти картин.

## Сюжет
Главная героиня — женщина, чьё имя не называется на протяжении всего фильма. Действие начинается весной. Вместе с пожилой парой (Хуго и Луиза) она приезжает в охотничью хижину, расположенную в уединённом месте в австрийских горах.  Вечером Хуго и Луиза собираются прогуляться в соседнюю деревню, а женщина ложится спать в хижине, не дожидаясь, пока они вернутся. Наутро она обнаруживает, что её спутники не вернулись, и отправляется на их поиски.
До деревни ей дойти не удаётся, поскольку по пути она натыкается на невидимую прозрачную стену, которая отгораживает её от внешнего мира. Все попытки преодолеть её оказываются тщетными. Она остаётся одна, вместе с собакой Лухс и другими домашними животными.
В одиночестве она ведёт борьбу за выживание, запасает пищу для себя и животных, выращивает картофель, заготавливает дрова. Ей приходится даже принимать роды у коровы. Её главным другом и собеседником становится собака. Проходят летние месяцы, наступает осень, скоро будет зима. Главные испытания ещё впереди…
На остатках бумаги она начинает описывать свою историю:
Я пишу не потому, что мне доставляет удовольствие писать; просто случилось так, что я должна писать, если не хочу лишиться рассудка. Здесь ведь нет никого, кто бы мог подумать и позаботиться обо мне. Я совсем одна и должна как-то пережить долгую тёмную зиму.Оригинальный текст (нем.)Ich schreibe nicht aus Freude am Schreiben; es hat sich eben so für mich ergeben, daß ich schreiben muß, wenn ich nicht den Verstand verlieren will. Es ist ja keiner da, der für mich denken und sorgen könnte. Ich bin ganz allein, und ich muß versuchen, die langen dunklen Wintermonate zu überstehen.
В фильме поднимаются психологические проблемы, возникающие у человека, который неожиданно оказался в полном одиночестве, фактически наедине с природой. Интерес к действию поддерживается неожиданными поворотами сюжета. Кроме того, всё это происходит на фоне красивейших альпийских пейзажей.

## В ролях
| Актёр                                        | Роль                   |
| -------------------------------------------- | ---------------------- |
| Мартина Гедек (Martina Gedeck)               | женщина (главная роль) |
| Карлхайнц Хакль (Karlheinz Hackl)            | Хуго                   |
| Ульрика Баймпольд (Ulrike Beimpold)          | Луиза                  |
| Вольфганг Мария Бауэр (Wolfgang Maria Bauer) | мужчина                |
| Юлия Гшнитцер (Julia Gschnitzer)             | окаменевшая женщина    |
| Ганс-Михаэль Реберг (Hans-Michael Rehberg)   | окаменевший мужчина    |

В роли собаки Лухс снималась баварская горная гончая режиссёра картины Юлиана Пёльслера, которую действительно звали Лухс.

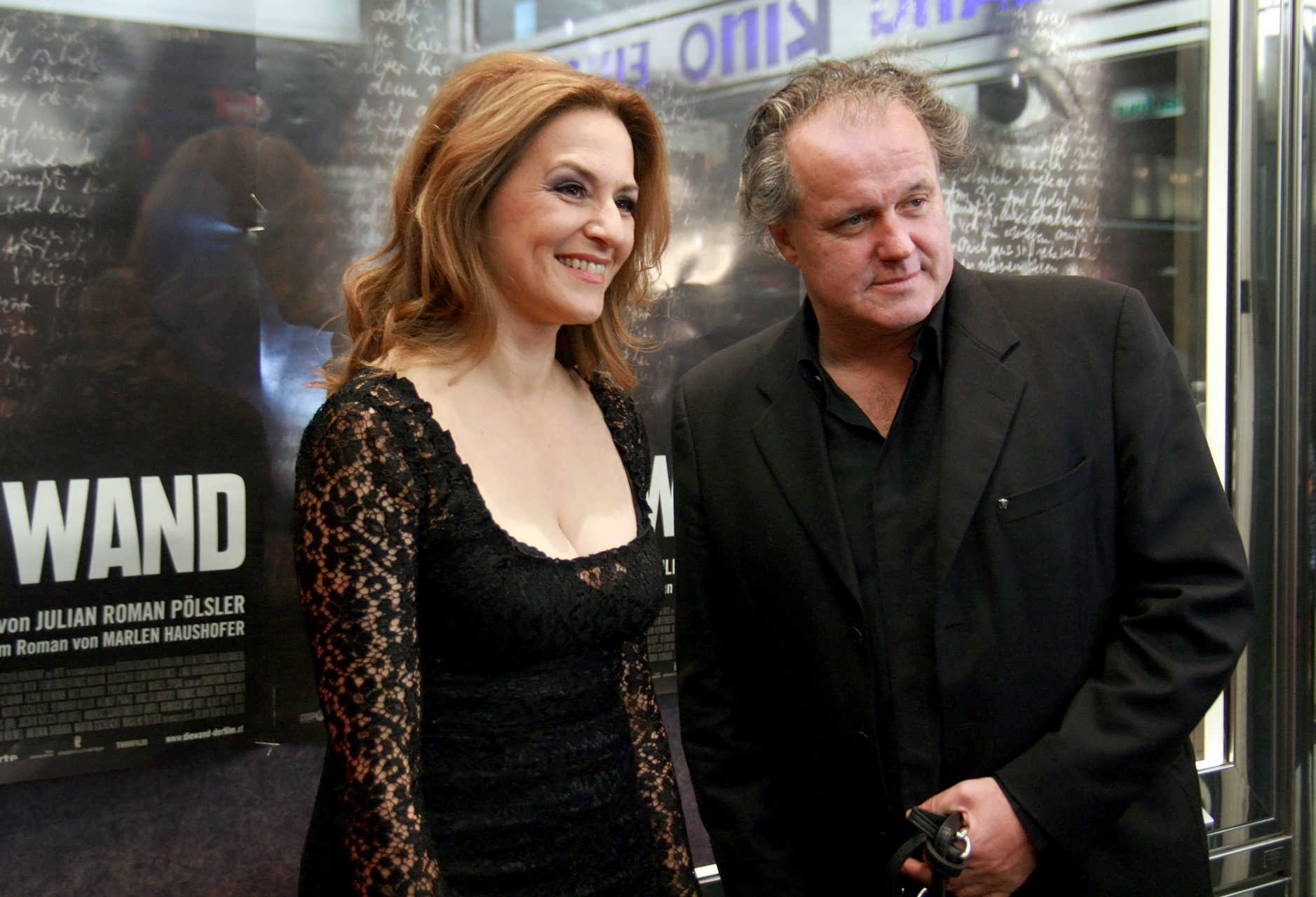
Мартина Гедек и Юлиан Пёльслер на премьере фильма в Вене

## Прокат
Первый показ фильма состоялся 12 февраля 2012 года в Германии, во время 62-го Берлинского международного кинофестиваля. Прокат фильма в Германии начался 11 октября 2012 года.
Показ фильма в США начался 31 мая 2013 года.
В России фильм был показан 27 февраля 2013 года на фестивале «Новое кино Австрии», проходившем в Москве с 27 февраля по 3 марта 2013 года.

## Награды
- Приз «Панорама» экуменистического жюри 62-го Берлинского международного кинофестиваля, Берлин, Германия, февраль 2012[9][10].
- Золотой приз Deutscher Filmpreis за лучший монтаж звука, Германия, 2013[11].
- Приз Romy за лучшую режиссуру (Юлиан Пёльслер), Вена, Австрия, апрель 2013[12].